# Grzegorz Turnau
Grzegorz Jerzy Turnau (* 31. července 1967 Krakov) je polský zpěvák, klavírista, hudební skladatel a textař, jehož tvorba vychází z jazzu, folku a šansonu.

## Život
Pochází z intelektuální rodiny, jeho otec Stefan Turnau je odborníkem na didaktiku matematiky. Od šesti let se učil hrát na klavír, jako student krakovského Lycea Augusta Witkowského vyhrál Festival studentských písničkářů a Piotr Skrzynecki ho angažoval v kultovním kabaretu Piwnica pod Baranami. Jeho tvorbu zásadně ovlivnil Marek Grechuta, zhudebňuje také básně Krzysztofa Kamila Baczyńského, Jeremiho Przybory nebo Konstantyho Ildefonse Gałczyńského. Spolupracoval s Andrzejem Sikorowskim, Zbigniewem Preisnerem, Dorotou Miśkiewiczovou, Annou Marií Jopkovou, Zbigniewem Zamachowskim a dalšími umělci, skládá hudbu pro film a divadlo. Za album To tu, to tam získal platinovou desku, je devítinásobným laureátem hudební ceny Frederyk (jednou jako interpret roku a osmkrát za album roku), také obdržel medaili Gloria Artis a Zlatý záslužný kříž. Jeho manželka Maryna Barfussová je flétnistka, jeho zetěm je herec Marek Kondrat.

## Diskografie
- 1991 Naprawdę nie dzieje się nic
- 1993 Pod światło
- 1994 Turnau w Trójce
- 1995 To tu, to tam
- 1997 Tutaj jestem
- 1998 Księżyc w misce
- 1999 Ultima
- 2000 Kawałek cienia
- 2002 Nawet
- 2005 Cafe Sułtan
- 2005 11:11
- 2006 Historia pewnej podróży
- 2007 Pasjans na Dwóch
- 2009 Do zobaczenia
- 2010 Fabryka Klamek
- 2011 Och! Turnau Och-Teatr 18 V 2011
- 2014 7 widoków w drodze do Krakowa
- 2017 L
- 2018 Bedford School